# Acampe ochracea
Acampe ochracea es una orquídea de hábito epífita originaria de Asia.  Su nombre se refiere a su color amarillo ocre.

## Descripción
Es una planta de pequeño tamaño con hábito epífita que crece en climas cálidos. Tiene el tallo erecto  a pendular completamente envuelto en muchas vainas. Las hojas son estrechamente oblongas,  coriáceas, desiguales y apicalmente bi-lobuladas. Florece desde  finales del invierno a la primavera en una inflorescencia axilar de 8 a 25 cm de largo, paniculada y con ramas de 1 a 5 cm de largo con muchas flores de 6 a 10 mm de largo.

## Distribución y hábitat
Se encuentran en Bangladés, Assam, Arunachal Pradesh, Sikkim y Meghalaya en la India, Nepal, Bután, Sri Lanka, Camboya, Laos, Birmania, Vietnam y China a altitudes de 700 a 1100 m s. n. m.

## Taxonomía
Acampe praemorsa fue descrita por  (Lindl.) Hochr.  y publicado en Bulletin of the New York Botanical Garden 6: 270. 1910.
Etimología
Acampe: nombre genérico que deriva de la palabra griega "akampas" = "rígido" refiriéndose a sus pequeñas e inflexibles flores.
ochracea: epíteto latino que significa "de color ocre, amarillo pálido".
Sinonimia
Los siguientes nombres se consideran sinónimos de Acampe ochracea:
- Acampe dentata Lindl. 1853;
- Acampe griffithii Rchb.f. 1872;
- Gastrochilus ochraceus (Lindl.) Kuntze 1891;
- Saccolabium lineolatum Thwaites 1861;
- Saccolabium ochraceum Lindl. 1842.[4][5]